# Años 1310
Los años 1310 o década del 1310 empezó el 1 de enero de 1310 y terminó el 31 de diciembre de 1319.

## Acontecimientos
- Luis X accede al trono de Francia.
- Cortes de Burgos (1315)
- Cortes de Carrión (1317)
- Cortes de Medina del Campo (1318)
- Cortes de Palencia (1313)
- Cortes de Valladolid (1312)

## Personas destacadas
- Muere Ramon Llull (1315), escritor y filósofo mallorquín.